# Aldevan Baniwa

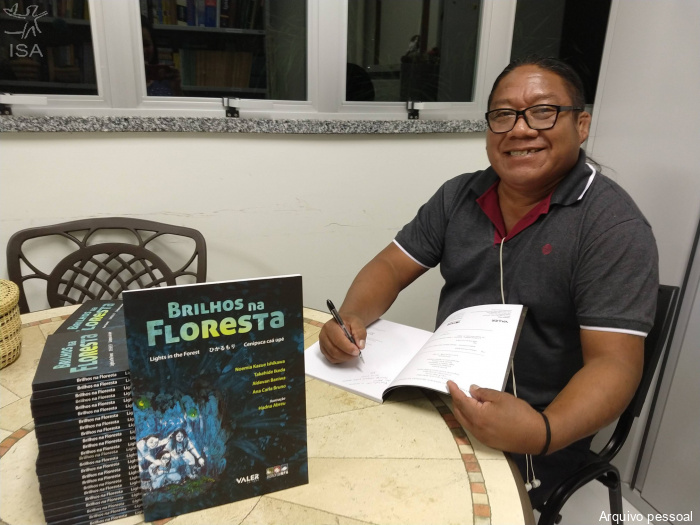
Aldevan Baniwa no Instituto Socioambiental com seu livro Brilhos na Floresta

Aldevan Brazão Elias (também Aldevan Baniwa; nasceu 10 de janeiro de 1974, na Ilha da Oscarina, município de Santa Isabel do Rio Negro, região do alto rio Negro, Amazonas, Brasil; morreu 19 de abril de 2020 em Manaus, Amazonas, Brasil) é um pesquisador, escritor e ativista indígena brasileiro. Baniwa era Funcionário da Fundação Vigilância em Saúde (FVS), da Secretaria Estadual de Saúde do Amazonas (SUSAM). Baniwa é reconhecido como uma das lideranças na defesa da saúde indígena.

## Biografia
Seu pai é Baniwa e sua mãe Tukano.
Em 19 de abril de 2020, Aldevan Baniwa faleceu aos 46 anos de COVID-19, na Unidade de Terapia Intensiva (UTI) da Fundação de Medicina Tropical do Amazonas em Manaus.
Aldevan Baniwa é pai de duas filhas, Kaina e Win.

## Obras selecionadas
- Ishikawa, Noemia Kazue; Takehide Ikeda, Aldevan Baniwa & Ana Carla Bruno. 2019. Brilhos na Floresta. Manaus: Editora Valer; Editora INPA (Instituto Nacional de Pesquisas da Amazônia).

## Prêmios
- 62.º Prêmio Jabuti (Eixo Inovação: Fomento à Leitura) - Finalista[9]